# (7568) 1988 VJ2
1988 في جاي 2 (ويعرف أيضًا باسم (7568) 1988 في جاي 2 وفق تسمية الكوكب الصغير) (بالإنجليزية: 1988 VJ2)‏ هو كويكب ضمن حزام الكويكبات؛ وترتيبه 7568 من حيث الاكتشاف.
اكتُشف هذا الجُرم الفلكي بواسطة Tsutomu Hioki ‏ في 7 نوفمبر 1988.

## وصلات خارجية
- (7568) 1988 VJ2 في قاعدة بيانات مختبر الدفع النفاث لأجرام النظام الشمسي الصغيرة

- الاكتشاف · مخطط المدار ·  العناصر المدارية · المعلمات المادية

- (7568) 1988 VJ2 على موقع ويكي سكاي: DSS2, SDSS, GALEX, IRAS, Hydrogen α, X-Ray, Astrophoto, Sky Map, Articles and images